# Rüdiger Overmans
Rüdiger Overmans (6 tháng 4 năm 1954) là 1 nhà sử học về quân sự người Đức nghiên cứu về lịch sử thế chiến II.

## Sách
- In der Hand des Feindes. Kriegsgefangenschaft von der Antike bis zum Zweiten Weltkrieg. Böhlau, Köln. 1999. ISBN 3-412-14998-5.
- Overmans, Rüdiger; Bischof, Günter (1999). Kriegsgefangenschaft im Zweiten Weltkrieg. Eine vergleichende Perspektive. Gerhard Höller, Ternitz-Pottschach. ISBN 3-85226-078-7.
- Polian, Pavel; Hilger, Andreas; Overmans, Rüdiger (2012). Rotarmisten in deutscher Hand. Dokumente zu Gefangenschaft, Repatriierung und Rehabilitierung sowjetischer Soldaten des Zweiten Weltkrieges. Schöningh, Paderborn. ISBN 978-3-506-76545-1.